# (6049) Toda
(6049) Toda es un asteroide perteneciente al cinturón de asteroides, región del sistema solar que se encuentra entre las órbitas de Marte y Júpiter, descubierto el 2 de noviembre de 1991 por Atsushi Takahashi y el también astrónomo Kazuro Watanabe desde el Observatorio de Kitami, Hokkaidō, Japón.

## Designación y nombre
Designado provisionalmente como 1991 VP. Fue nombrado Toda en homenaje a Kojun Toda, observador del Observatorio Astronómico de Tokio durante el período 1902-1940 que ayudó a Shin Hirayama a realizar un estudio fotográfico de la Vía Láctea. Descubrió el planeta menor (804) Hispania en su oposición previa al descubrimiento de 1903.

## Características orbitales
Toda está situado a una distancia media del Sol de 2,391 ua, pudiendo alejarse hasta 2,713 ua y acercarse hasta 2,070 ua. Su excentricidad es 0,134 y la inclinación orbital 2,450 grados. Emplea 1350,91 días en completar una órbita alrededor del Sol.

## Características físicas
La magnitud absoluta de Toda es 13,7. 